# Загорье (Пожеревицкая волость, у д. Дубровка)
Заго́рье — деревня в Дедовичском районе Псковской области России. Входит в состав Пожеревицкой волости.

## География
Деревня находится в восточной части Псковской области, в зоне хвойно-широколиственных лесов,  на трассе Р-57, в 3 км к северу от деревни Дубровка, в 12 км к западу от административного центра района, посёлка Дедовичи, и в 25 км к югу от города Порхов.  

### Климат
Климат характеризуется как переходный от морского к умеренно континентальному, со снежной мягкой зимой и прохладным летом. Средняя многолетняя температура самого холодного месяца (января) составляет −7,5°С, температура самого тёплого (июля) — +17,4°С. Среднегодовое количество осадков — 603 мм.

## История
В период оккупации немецкими войсками, население деревни было полностью интернировано. Причиной принятия такого решения послужил подрыв в местечке Кривой мост 05.12.1942 партизанами центральной автомашины кортежа из 6 автомобилей с немецким генералом, в результате чего был убит непосредственно сопровождаемый генерал, а автомашины сопровождения не пострадали. Генерал являлся ветераном войны, бывший летчик, был инвалидом без одной ноги и приехал принимать подаренные ему Германией захваченные территории. Подрыв был осуществлен в вечернее время в полутора километрах от Загорья по направлению к Порхову, над существующим в настоящее время первым ручьем со стороны деревни, на границе Дедовичского и Порховского районов. Мероприятия по интернированию проводились войсками СС на непосредственно после подрыва, в 5:30 утра на следующий день, 6 декабря 1942 года. Информацию о перемещении автомашины с генералом партизанам дал избранный немцами староста деревни — Петров Павел Петрович. После окончания войны бывший руководитель партизанского отряда возглавлял одно из подразделений НКВД СССР в г. Ленинграде, и его показания о том что Петров П. П. являлся одновременно его связным явились основанием для освобождения от уголовной ответственности за сотрудничество с немцами.
Изгнанные из своих домов жители были вывезены в село Крючково, расположенное в километре от поселка Дедовичи в сторону Порхова. Далее все были отправлены в г. Псков железнодорожным составом, где были размещены в вместе с другими жителями Псковской области в огромных бараках. В Пскове производилась сортировка вновь прибывших, в результате которой жители Загорья были отправлены сначала в пригород Риги Болдерая, а весной 1943 по всем частям Европы, в том числе во Францию, Латвию, Германию, Австрию. Принудительный труд жителей деревни использовался, в основном, в частных домах. Часть жителей работала в горах в Австрии, в 30 километрах от концентрационного лагеря Маутхаузен вблизи города Вельс.

Работавшие в Австрии жители деревни были освобождены советскими войсками в городе Вельс 7 мая 1945 г., после чего прошли неоднократные проверки в нескольких советских проверочно-фильтрационных лагерях. По свидетельствам прошедших через проверочно-фильтрационные лагеря, в Советский Союз не пускали советских граждан, совершивших преступления, а также больных опасными заболеваниями, в том числе венерическими. Якобы существовал приказ Сталина «не везти в Советский Союз всякую заразу». Петрова Антонина Павловна была свидетелем, как была расстреляна «красивая молодая русская женщина, с шикарными черными волосами, больная сифилисом, с поставленным немцами клеймом под левой подмышкой в виде буквы S с двумя точками». Также рассказывает, как пепел печей крематория концентрационного лагеря Маутхаузен немцы продавали местным жителям в качестве удобрения в сельском хозяйстве.
При отступлении немцев в 1944 году деревня Загорье была сожжена двумя бойцами партизанского отряда, уроженцами деревни Сивичино, вместе с ещё 5 такими же деревнями, по своей личной инициативе, якобы с целью затруднить отступление немецких войск. Некоторые жители деревни считали что они сделали это с целью скрыть следы мародерства. Заново отстроена сразу после окончания Великой Отечественной войны. В 1997 году жители деревни пережившие войну начали частями получать компенсации от Правительства Германии за использование рабского труда в военные годы.
деревня входила в колхоз «Имени 22 съезда КПСС», кирпичное изваяние с наименованием которого до сих пор стоит в 2 километрах от деревни по направлению к посёлку Дедовичи, на развилке дорог, так называемыми «Крестами». На территории деревни в Советское время действовала ферма на 200 голов крупного рогатого скота.
До 1 января 2011 года деревня входила в состав Дубровской волости, упразднённой 3 июня 2010 года в пользу Пожеревицкой волости.

## Население
| 2001 | 2002 | 2010 |
| ---- | ---- | ---- |
| 38   | ↘31  | ↘25  |

Согласно результатам переписи 2002 года, в национальной структуре населения русские составляли 87 % из 31 жителей.

## Инфраструктура
Личное подсобное хозяйство с зоной сельскохозяйственного использования, индивидуальная застройка усадебного типа.

## Транспорт
Автобусное сообщение с райцентром (Дедовичи) и областным центром (Псковом). Остановка общественного транспорта «Загорье» в центре деревни. 